# Laine minérale

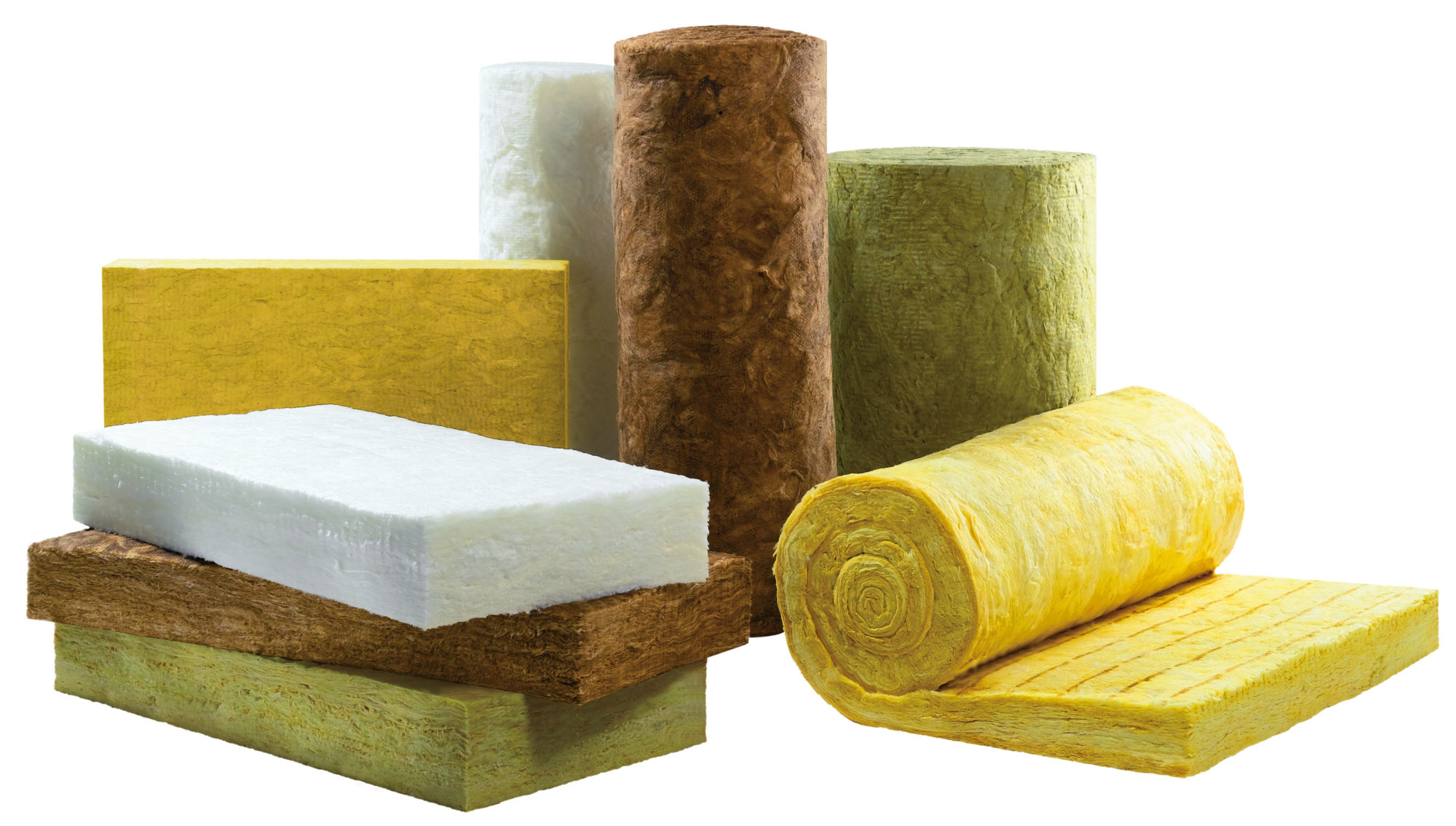
Des laines minérales

La laine minérale est un matériau  de consistance laineuse , fait de fibres minérales amorphes (fibres de silicates vitreuses artificielles) à « orientation aléatoire », obtenues par fusion puis fibrage de roche, de verre ou de laitier (norme PR EN ISO 9229) ; Les anglophones la désignent aussi par le sigle MMVF (Man Made Vitreous Fiber). 
Elle est classée dans le groupe des Fibres minérales artificielles (FMA), ou des « fibres artificielles minérales non métalliques siliceuses vitreuses ». Les laines minérales sont largement utilisées dans le monde comme isolant.

## Définition
On parle de laine uniquement quand les fibres sont « positionnées de manière quelconque les unes par rapport aux autres »

Aux États-Unis, l'expression « mineral wool » désigne la laine de roche, ou le groupe laine de roche et laine de laitier
(slag wool), mais exclut la laine de verre (glass fiber).
Il existe diverses définitions pour chaque variété de FMA, normalisées (ex : Normes NF) ou produites par le droit européen.
- Pour la Norme NF B 20-001 : il s'agit d'un « ensemble de fibres en matière minérale amorphe, de consistance laineuse, et obtenues normalement à partir de laitier, de roche ou de verre » ;
- Pour le Règlement (CE) no 1272/2008 sur la classification, l'étiquetage et l'emballage des substances et des mélanges[4], il s'agit de « fibres (de silicates) vitreuses artificielles à orientation aléatoire dont le pourcentage pondéral d’oxydes alcalins et d’oxydes alcalino-terreux (Na2O + K2O + CaO + MgO + BaO) est supérieur à 18 % »[1].

Une laine minérale contient :
– « plus de 90 % de fibres non métalliques, anorganiques de diamètre compris entre 3 et 5 microns » ;
– « 3 à 5 % de liants organiques (résines phénoliques ou autres) qui assurent la cohésion du produit » ;
– « moins de 1 % d'huile pour augmenter la résistance à la cassure et limiter l'émission de poussières ».

## Usages et propriétés
Ces laines sont utilisées, principalement par les professionnels du bâtiment, comme isolant thermique ou acoustique dans le bâtiment. Elles servent aussi en protection incendie. En 2012, ces 3 usages concernaient 85 % de la production.
D'autres usages, industriels pour la plupart concernent l'isolation des tuyaux, de fours, de chaudières, de systèmes de climatisation et de ventilation (gaines de circulation d'air ou d'autres fluides), ainsi, moindrement que l’électroménager. 
L'industrie de la construction navale en utilise de grandes quantités, pour l'isolation et la lutte contre le risque d'incendie, ou pour renforcer les coques de résine. À titre d'exemple, le Queen Mary II en a, selon le producteur Rockwool, consommé environ 1 500 tonnes (laine de roche).
Enfin, la culture hors-sol (hydroponique) est également devenue une consommatrice de FMA.

## Typologies
Il peut s'agir de :
- laine de verre, fabriquée à partir de sable et de verre recyclé (calcin), utilisée pour des températures ne dépassant pas 500 °C, plus souple que les autres laines, elle est plutôt utilisée dans les endroits complexes tels que les soupentes de toitures ;
- laine de roche, fabriquée à partir d'une roche volcanique, le basalte ; convient à des températures inférieures à 700 °C et résiste mieux que la laine de verre à la compression.
- laine de laitier, élaborée à partir de sous-produits de la sidérurgie de hauts-fourneaux (laitiers) ; convient à des températures de moins de 700 °C ; Elle est notamment utilisée en flocage (parkings souterrains...) ou introduite par soufflage dans les combles et interstices.

Elles sont vendues en rouleaux et panneaux (vêtus ou non de papier-kraft, d’aluminium ou d’autres matériaux), ou en vrac (en flocons) ou coquilles.
Il existe d’autres fibres minérales qui ne sont pas des laines minérales ; et qui ont des propriétés et usages différents : les fibres céramiques réfractaires (FCR), les fibres d’isolation haute température, les microfibres de verre à usage spécial.

## Histoire
Les premières laines minérales (LM) industriellement produites l'auraient été vers 1885 en Angleterre, à partir du laitier de hauts
fourneaux (résidu de la fabrication de fonte) ; 

La première laine de roche aurait été produite un peu plus tard (1897 aux États-Unis) ;

La laine de verre est plus récente, elle apparaît en 1930.
Les fabricants européens se sont réunis en syndicat professionnel, EURIMA (European insulation Manufacturers Association) et il existe en France un syndicat dit Filmm : (Syndicats des) Fabricants d'isolants en laines minérales manufacturées

Un organisme de certification existe pour les laines minérales ; l'Euceb : European Certification Board for Mineral Wool.

### Isolgate
De 1998 à 2019, une procédure judiciaire oppose le syndicat des fabricants d'isolants en laines minérales manufacturées (FILMM) et un producteur d’isolant thermique mince à propos des qualités en matière de résistance thermique des produits. Après des tests en situation réelle ordonnés par la Cour d’appel de Versailles, la plainte du FILMM contre la société Actis pour publicité mensongère est déboutée, car il s’avère que le produit d’Actis présente une résistance thermique supérieure à celle de la laine de verre dans ses conditions d’utilisation courante (absence de pare-vapeur …),.
La Cour de cassation a présenté des éléments qui « « établissent la crainte du syndicat de voir révéler que les performances thermiques de la laine minérale sont altérées sous l'effet d'un manque d'étanchéité à l'air » ».
Le député et biochimiste, Jean-Yves Le Déaut, dénonce un isolgate - « les performances étaient calculées de manière théorique pour masquer la réalité » - de même forme que le Dieselgate.

## Production
La production a été dopée par les efforts d'économies d'énergie, mais semble quantitativement assez mal connue, même en France. 
Selon l'InVS, en France, environ 12 millions de m3 étaient annuellement vendues en 1993, passé à plus de 20 millions de m3 par an en 2004 (soit environ 500 000 tonnes). Ces chiffres comprennent des laines destinées à l'export et ne tiennent pas compte des importations.[réf. nécessaire]

### Impuretés
Elles sont trouvées en quantité infime dans la fibre de verre, mais des « particules non fibreuses » (dites Shots) sont présentes dans les fibres de roche et de laitier (de 20 à 50 % du poids du matériau dont ils affectent peu les propriétés isolantes).[réf. nécessaire]

### Évolution des matières
Depuis les années 1950, des lubrifiants (huiles ou autres) sont ajoutés lors de la production pour faciliter la formation de laine, tout en réduisant l'envol de poussières lors de leur manipulation. 
Les fabricants ajoutent un liant organique pour conserver l'élasticité des matelas ou rouleaux de laine (opération dite d'« ensimage »). La fibre pure est transparente ; c'est le liant qui donne la couleur jaune, verdâtre ou brune des fibres vendues pour l'isolation. Ce liant est habituellement une résine formo-phénolique. Depuis la fin du XXe siècle, une résine mélamine, acrylique ou végétale peut aussi être utilisée. Ces résines constituent entre 0 et 10 % du matériau.

## Santé environnementale, risques ettoxicologie
Bien que moins dangereuses que l'amiante auquel elles se substituent, (sauf au Canada où le gouvernement s'était engagé à soutenir son industrie de l'amiante, tout en imposant des conditions de sécurité plus exigeantes), certaines fibres minérales peuvent être source de danger pour la santé et/ou d'inconfort. Cependant parmi les fibres minérales, il convient de distinguer celles qui sont classées comme dangereuses par l’Union européenne  (Centre International de Recherche sur le Cancer) et celles qui ne le sont pas. Les fibres de laines minérales ne sont pas classées si elles répondent à un des critères de la Note Q du Règlement européen sur la classification, l’étiquetage et l’emballage des substances.
Facteurs de toxicité des fibres : 
- la taille[14] et surtout le diamètre de la fibre sont à prendre en compte. Les fibres de moins de 3 μm et de longueur inférieure à 200 μm sont considérées comme respirables par l’Organisation Mondiale pour la Santé (OMS) et pénètrent plus profondément les poumons[15],[16]. Les études sur modèle animal montrent que « les fibres les plus agressives sont celles qui ont un diamètre de moins de 0,25 μm et une longueur de plus de 8 μm ». Les fibres de laine minérale ont un diamètre compris entre 3 et 5 µm.
- la biopersistance (biodurability pour les anglophones) qui mesure la demi-vie en jours, est un élément d’analyse de toxicité pulmonaire (pathogénie fibrogénique et carcinogénique)[17],[18],[19].
- le troisième facteur d'exposition est la dose, qui tient compte du niveau d’exposition et de la durée d’exposition. Plus le niveau et/ou la durée sont importants, plus la dose est grande et plus le risque d’avoir des fibres pénétrant le poumon est élevé.

Dans le cas des laines enrésinées, un dégagement important de formol, de phénol toxiques et d’autres composés (COV) se produit quand elles sont chauffées pour la première fois à plus de 200 °C environ, mais - signale l'InVS - un dégagement chronique de faibles doses survient aussi à des températures plus faibles voire à température ambiante.  
Toutes les FMA sont des irritants, facteurs de dermite irritative , d'irritation oculaire ou respiratoire ou d'allergies cutanées ou respiratoires (induites par les additifs (liants…). 
Les FCR sont cancérogènes chez l'animal et selon l'InVS, « il existe des preuves limitées de la cancérogénicité des LM chez l’animal, qui induisent des tumeurs par voie intra-péritonéale, mais non par voie inhalatoire. 
Les études portant sur les travailleurs du secteur de la production de LM ne mettent pas en évidence d’augmentation du risque de cancer ou de pathologies respiratoires non malignes. Cependant, l’exposition dans le secteur de la production est d’un niveau généralement plus faible que chez les utilisateurs de ces matériaux, pour lesquels les données épidémiologiques sont insuffisantes pour évaluer le risque associé aux LM du point de vue de leur cancérogénicité pour l’homme ».
Le type de fibre et le temps d'exposition semble néanmoins avoir une importance, et un certain temps de latence semble possible entre l'exposition et l'expression des symptômes : 
- Dans la Monographie 84 du Centre International de Recherche contre le Cancer (CIRC), 2002[21], les deux grandes études de cohorte et des études cas-témoins associées à ces cohortes, aux États-Unis et en Europe, fournissent la majeure partie des preuves épidémiologiques concernant le risque de cancers respiratoires et d’autres cancers associés à l’exposition professionnelle à la laine de verre, à la laine de roche/de laitier lors de leur fabrication.
- Les premières études faites sur les ouvriers d'usines de production ne montrent pas d'augmentation de maladies qu'on puisse avec certitude attribuer à l'exposition aux fibres minérales. Mais certaines de ces études ont une faible puissance statistique (Lemasters et coll., 2003), ou incluent des personnels qui n'ont pas encore vécu longtemps après le début de leur exposition aux fibres minérales artificielles (d'usage relativement récent). Parmi les études récentes, « le suivi d'une cohorte d’ouvriers de production de LV au Canada (2 557 hommes) a permis d’objectiver un excès de risque de CBP (SMR = 163 ; IC 95 % [118-221]) avec un excès plus important chez les ouvriers ayant une durée d’emploi supérieure à 20 ans, et un temps de latence par rapport à la première exposition de plus de 40 ans (SMR (CBP) =  282 ; IC 95 % [113-582]) sans que cela, selon l’auteur, puisse être attribuable  l’exposition aux fibres de verre (Shannon et coll., 2005) »[22].
- une étude cas-témoins (en population générale cette fois) a été récemment faite en Allemagne. Elle a conclu à un excès de risque de CBP associé à une exposition aux FMA [23], avec « une relation dose-effet pour l’exposition cumulée évaluée en jours, avec un excès significatif au-delà de 250 jours », cependant les sujets utilisateurs de FMA sont susceptibles d'avoir souvent connu des co-expositions à l’amiante qui pourrait expliquer une partie des pathologies observées[22].
- Plus récemment, en 2009, a été réalisée une méta-analyse de toutes les données épidémiologiques les plus récentes ; elle a montré qu’il n’est pas possible de faire un lien entre exposition aux fibres de laine minérales et cancer[24].

### Classement sanitaire
Les fibres de laines minérales (sous réserves de nouvelles études) sont classées en 2014 :
- Par le CIRC dans le groupe 3 depuis 2001[25] : « ne peut être classé quant à sa cancérogénicité pour l’homme » (après avoir été classé dans le groupe 2B) ;
- pour l'Union européenne, elles sont des cancérogènes possibles de catégorie 3 (substances préoccupantes pour l’homme en raison d’effets cancérogènes possibles mais pour lesquelles les informations disponibles ne permettent pas une évaluation suffisante).
Les laines de verre, de roche et de laitier sont jugées « cancérogène de catégorie 3 » par l'Union Européenne et irritantes pour la peau, mais des exonérations sont possibles pour les laines non biopersistantes à condition que des tests de cancérogénicité ou de biopersistances aient donné des résultats favorables, elles sont alors uniquement classées irritantes[1]. 
Certaines fibres de laines minérales peuvent dérogatoirement être exonérées de classification si elles remplissent une des quatre conditions précisées dans la Note Q de la directive 97/69/CE[26].

Selon le syndicat français des fabricants d’isolants en laines minérales manufacturées : « Toutes les usines des membres du Filmm fournissant le marché français sont certifiées par l'Euceb (European Certification Board for Mineral Wools Products) afin de garantir aux utilisateurs que les fibres constituant leurs produits en laines minérales sont exonérées du classement cancérogène », mais, précise l'InVS (2012), si des laines minérales mises sur le marché en France ne sont pas produites dans des usines certifiées par l'Euceb, elles restent concernées par la classification.

### Risque d'exposition
Il est le plus constant pour les ouvriers qui les produisent, et plus occasionnellement et potentiellement à des niveaux plus élevés pour les personnes (professionnels ou bricoleurs) qui les mettent en œuvre (calorifugeurs, poseurs d’isolations acoustiques ou thermiques, menuisiers du bâtiment…) ; mais aussi certains personnels de maintenance, ou encore les ouvriers du second œuvre du bâtiment (plombiers, couvreurs, électriciens, charpentiers, menuisiers, soudeurs, tuyauteurs… ), ainsi que les personnes qui démolissent les bâtiments. 
Selon un rapport (2012) de l'InVS, les expositions les plus intenses concernent les « personnes affectées aux finitions et à la transformation en produits secondaires, ainsi que pour les personnels de maintenance et d’entretien. Les personnes exerçant directement aux postes de production des LM sont moins exposées quantitativement (les fibres ne sont pas encore formées et il n’existe donc que l’exposition ambiante, ou bien elles sont immédiatement enduites de liant par pulvérisation après génération et donc peu émettrices) ».

### Identifiants réglementaires, étiquettes de danger
- n° CE européen : 650-016-00-2
- n° CAS 287922–11–6 (laine de roche HT).

### Valeurs limites moyennes d’exposition
- France : 1 fibre.cm-3 (valeur indicative) ;
- États-Unis d’Amérique : 1 fibre.cm-3 ;
- Australie : 0,5 fibre.cm-3 ;
- Irlande ; Pays-Bas : 2 fibres.cm-3.

### Techniques de mesure
L’unité la plus utilisée pour la mesure du risque d'exposition aux fibres aéroportées est le nombre de fibres par centimètre cube (ou par millilitre) d'air. Certains microscopes optiques ou le microscope électronique permettent de préciser les caractéristiques de ces fibres,.
L'OMS, pour le comptage de fibres par MOCP , définit les fibres comme des particules de diamètre ≤3 μm, de longueur ≥5 μm, et de rapport L/D ≥3.  

Or, la MOCP ne peut que mesurer les fibres de plus de 0,25 μm de diamètre et de plus de 5 μm de long, alors que selon le type de fibre minérale, le diamètre moyen des fibres minérales varie de 1,7  à   8 μm (voir 15 μm pour les laines les plus fines). Les comptages officiels sous-estiment donc les fibres les plus fines ou les plus courtes. Lors d’un comptage des fibres dites « respirables », les fibres de plus de 3 μm de diamètre ne sont pas mesurées.

Les normes de comptage NIOSH 7400 B2 qui prévalent aux États-Unis (ratio L/D≥5 contre L/D≥3 ailleurs) sont source d'une forte sous-estimation des taux réels de fibre (sous-estimation d’un facteur moyen de 2 à 3) ; de même la norme américaine impose de ne pas prendre en compte le dépôt de fibres sur le cylindre protégeant le filtre au cours du prélèvement. Pour ces raisons l'InVS estime que « Les niveaux généralement relevés dans la littérature retenue semblent donc bien inférieurs aux niveaux "toutes fibres" réellement présents ».